# Okręgowy Zakład Uzbrojenia (II RP)
Okręgowy Zakład Uzbrojenia – jednostka organizacyjna służby uzbrojenia Wojska Polskiego.
Okręgowy Zakład Uzbrojenia był miejscem zdeponowania zapasów, niezbędnych do wyposażenia w nie odnośnych polowych zakładów służby uzbrojenia. Ponadto okręgowy zakład uzbrojenia uzupełniał zapasy amunicji wszystkich formacji wojskowych całego okręgu korpusu i zaspakajał ich potrzeby bieżące w zakresie uzbrojenia.
Okręgowy Zakład Uzbrojenia był macierzystym zakładem służby uzbrojenia odnośnego okręgu korpusu i jako taki prowadził w ewidencji cały personel służby uzbrojenia danego okręgu korpusu, uzupełniał personel szeregowy służby uzbrojenia w całym okręgu korpusu i prowadził jego szkolenie. Wystawiał również wszystkie przewidziane organizacyjnie polowe formacje służby uzbrojenia, które zobowiązany był wystawić dany okręg korpusu.
Okręgowy Zakład Uzbrojenia był formacją macierzystą, w stosunku do wszystkich tych centralnych zakładów służby uzbrojenia, które znajdowały się na terytorium danego Okręgu Korpusu.
Okręgowe zakłady uzbrojenia w 1923 roku:
- Okręgowy Zakład Uzbrojenia Nr 1 w Warszawie,
- Okręgowy Zakład Uzbrojenia Nr 2 w Lublinie z filią w Kowlu,
- Okręgowy Zakład Uzbrojenia Nr 3 w Grodnie z filiami w Wilnie i Lidzie,
- Okręgowy Zakład Uzbrojenia Nr 4 w Łodzi,
- Okręgowy Zakład Uzbrojenia Nr 5 w Krakowie,
- Okręgowy Zakład Uzbrojenia Nr 6 we Lwowie,
- Okręgowy Zakład Uzbrojenia Nr 7 w Poznaniu,
- Okręgowy Zakład Uzbrojenia Nr 8 w Toruniu,
- Okręgowy Zakład Uzbrojenia Nr 9 w Brześciu nad Bugiem,
- Okręgowy Zakład Uzbrojenia Nr 10 w Przemyślu[2].